# Achaea catella
Achaea catella (tên tiếng Anh: Banded Achaea) là một loài bướm đêm thuộc họ Erebidae. Nó được tìm thấy ở Châu Phi, bao gồm Sénégal, Nam Phi, Réunion và Namibia.

## Hình ảnh

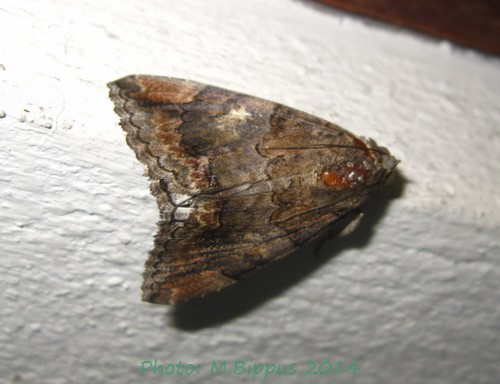